# HD 56941
HD 56941，又名BD+42 1699，SAO 41705、HR 2775，是一颗恒星，视星等为6.35，位于銀經175.42，銀緯23.16，其B1900.0坐标为赤經7h 13m 59.4s，赤緯+42° 23.16′ 30″。